# Kurt Nachod
Kurt Nachod, avstro-ogrski častnik, vojaški pilot in letalski as, * 8. marec 1890, Brno, † 11. maj 1918 (KIA).
Nadporočnik Nachod je v svoji vojaški službi dosegel 5 zračnih zmag.

## Življenjepis
Med prvo svetovno vojno je bil pripadnik Flik 20.

## Odlikovanja
- red železne krone 3. razreda
- vojaški zaslužni križec 3. razreda
- srebrna vojaška zaslužna medalja
- železni križec II. razreda